# Üttfeld
Üttfeld är en kommun i Eifelkreis Bitburg-Prüm i förbundslandet Rheinland-Pfalz i Tyskland. Kommunen bildades 1 juli 1971 genom en sammanslagning av de tidigare kommunerna Binscheid, Huf, Niederüttfeld och Oberüttfeld.
Kommunen ingår i kommunalförbundet Verbandsgemeinde Arzfeld tillsammans med ytterligare 42 kommuner.